# Steyr Solothurn M.P. 34
 (août 2022).
Si vous disposez d'ouvrages ou d'articles de référence ou si vous connaissez des sites web de qualité traitant du thème abordé ici, merci de compléter l'article en donnant les références utiles à sa vérifiabilité et en les liant à la section « Notes et références ».
Le Steyr Solothurn M.P. 34 est un pistolet mitrailleur initialement développé par la firme autrichienne Steyr. Il fut ensuite finalisé et produit en Suisse à l'usine de Soleure par la société Rheinmetall le traité de Versailles interdisant à l'Autriche la fabrication de telles armes. Ce PM équipa l'armée et la police autrichienne puis - après l'Anschluss - l'armée allemande, qui l'adopta sous le nom de MP34(ö). Il était disponible dans un grand nombre de calibres (voir le tableau). Les Japonais s'en inspirèrent pour créer leur Type 100.

## Histoire
La société Rheinmetall, basée à Düsseldorf, s'inspira du MP 18 pour construire le nouveau MP 34.
En raison des restrictions relatives au traité de Versailles, la fabrication de certaines armes était interdite à l'Autriche, comme les armes à feu automatiques (désignées comme mitraillettes). Pour contourner le traité, Rheinmetall acquit une société suisse, basée à Soleure, en 1929. C'est celle-ci qui commença la production secrète du futur prototype du MP34 désigné « S1-100 ».
En raison de l'incapacité de la société de Soleure à produire en masse le MP34, Rheinmetall exigea une participation majeure de la Waffenfabrik Steyr, un fabricant établi en Autriche. La production en masse fut donc assurée par ce fabricant. Les armes furent vendues par l'intermédiaire d'une société commerciale basée à Zurich, à la fois aux marchés commerciaux et militaires.
Le MP34 fut fabriqué à partir des meilleurs matériaux disponibles avec la meilleure norme de capacité. Il était si bien conçu que beaucoup le surnommèrent : la «Rolls Royce des mitraillettes». Toutefois, les coûts de production étaient extrêmement élevés.

## Service
En 1930, la police et l'armée autrichienne acceptèrent le S1-100 dans leurs rangs, le MP34 fut ensuite chambré aux normes autrichiennes (9 × 23 mm).
L'arme a également été exportée vers le Chili, la Bolivie, El Salvador, l'Uruguay, le Venezuela, et fut vendue en nombre limité à la Chine, en calibre 7,63 × 25 mm Mauser.
Pour les marchés d'Amérique du Sud, Waffenfabrik Steyr produit une version en calibre .45 ACP. Généralement, ce modèle est facilement reconnaissable du fait qu'il comporte une poignée supplémentaire.
En 1938, l'Anschluss commence, l'armée allemande s'appropria la plupart des MP34 disponibles. Un certain nombre de MP34 ont ensuite été ré-chambrés en calibre 9 x 19 et distribués aux troupes allemandes sous le nom de : Maschinenpistole 34 österreichisch (littéralement « pistolet-mitrailleur 34, autrichien »). La production du MP34 a cessé en mi-1940, car Waffenfabrik Steyr produisait en masse le MP 40 - une arme beaucoup plus simple et beaucoup moins coûteuse à produire que le MP34. Certains MP34 ont été utilisés par des unités de Waffen-SS dans les premiers stades de la guerre en Pologne et en France. Les MP34 ont ensuite été affectés aux unités de communication, de réserve, de police militaire ainsi qu'aux détachements de Feldgendarmerie.
Le Portugal acheta de petites quantités du MP34 calibre .45 ACP et l'adopta en tant que : Pistola-metralhadora 11,43 mm m/935. En 1941 et 1942, beaucoup de MP34 furent livrées au Portugal par l'Allemagne. Le MP34 resta en service dans l'Armée portugaise jusque dans les années 1950, et fut utilisé jusqu'en 1970 par les troupes paramilitaires et les forces de sécurité des colonies portugaises d'outre-mer pendant les Guerres coloniales portugaises.

## Utilisateurs
- Reich allemand
- Autriche
- Bolivie
- Chili
- République de Chine
- Danemark
- Portugal
- Salvador
- Uruguay
- Venezuela

## Sources
- (en) Cet article est partiellement ou en totalité issu de l’article de Wikipédia en anglais intitulé « MP 34 » (voir la liste des auteurs).